# ایمیس
امیس (انگلیسی: Emmis) شرکت رسانه‌ای آمریکایی است، که در سال ۱۹۸۰ تأسیس شد.